# Marsjön (Tärby socken, Västergötland)
Marsjön är en sjö i Borås kommun i Västergötland och ingår i Viskans huvudavrinningsområde. Sjön har en area på 0,235 kvadratkilometer och ligger 169 meter över havet. Sjön avvattnas av vattendraget Viskan.

## Delavrinningsområde
Marsjön ingår i det delavrinningsområde (641318-134002) som SMHI kallar för Utloppet av Marsjön. Medelhöjden är 184 meter över havet och ytan är 2,1 kvadratkilometer. Räknas de 9 avrinningsområdena uppströms in blir den ackumulerade arean 311,91 kvadratkilometer. Avrinningsområdets utflöde Viskan mynnar i havet. Avrinningsområdet består mestadels av skog (41 %), öppen mark (18 %) och jordbruk (30 %). Avrinningsområdet har 0,23 kvadratkilometer vattenytor vilket ger det en sjöprocent på 10,7 %.